# Izopora
Izopora – linia w przedstawieniach graficznych pól magnetycznych, łącząca punkty o jednakowych zmianach wartości wielkości charakteryzujących pole magnetyczne. W technice satelitarnej izopora oznacza linie jednakowego biegu wiekowego, czyli powolnych, o dużych amplitudach zmian głównego pola geomagnetycznego na dużych obszarach.